# Міністерство державного майна Хорватії
Міністерство державного майна Республіки Хорватія (хорв. Ministarstvo državne imovine Republike Hrvatske) — найкороткочасніше міністерство Республіки Хорватія, засноване 13 листопада 2016 для кращого управління і розпорядження державним майном країни.

## Історія
11 листопада 2016 року парламент Хорватії ухвалив Закон про внесення змін і доповнень до Закону про організацію і сферу діяльності міністерств та інших центральних державних органів, який було оприлюднено в Офіційному віснику № 104/16 і який набув чинності 13 листопада 2016. Вищезазначені поправки передбачають, що з набранням чинності цього закону створюється Міністерство державного майна замість Центральної державної служби з питань управління державним майном, яка припиняє свою роботу.
2020 року його об'єднано з тодішнім Міністерством будівництва і територіального планування в Міністерство територіального планування, будівництва і державного майна Хорватії.

## Діяльність
Міністерство засноване з метою розв'язання низки проблем, пов'язаних із невикористаною державною власністю та введенням в експлуатацію цієї власності «таким чином, щоб це було корисним як для державного бюджету, так і для економіки».
До кола повноважень міністерства входили управління, розпорядження, придбання і продаж державного майна та координація управління, розпорядження, придбання і продажу майна, яким володіє Республіка Хорватія і яке перебуває під юрисдикцією інших центральних державних органів та інших органів, а також юридичних осіб, утворених спеціальними законами, які є утримувачами або розпорядниками майна, що належить Республіці Хорватія, якщо спеціальним законом не передбачено інше.
Міністерство у співпраці з іншими міністерствами і відповідними державними органами та юридичними особами з державними повноваженнями пропонувало стратегію управління і розпорядження державним майном, а також заходи щодо реструктуризації та реабілітації юридичних осіб, аналіз процесів реструктуризації компаній, що належать хорватській державі, та аналіз часток власності (пакетів акцій) у цих компаніях.
Міністерство виконувало адміністративні та інші завдання, пов'язані з управлінням і розпоряджанням фондом квартир і службових приміщень, власником яких є хорватська держава і відносно яких управління не регулюється спеціальним положенням; управлінням та розпорядженням житловими об'єктами і нерухомістю, які Міністерство оборони оголосило неперспективними для використання у військових цілях, та іншими забудованими земельними ділянками, які є у власності Республіки Хорватія; розпорядженням майном, яке остаточним рішенням суду в кримінальній справі або справі про адміністративне правопорушення на законних підставах відчужено у засуджених осіб, які скоїли злочини чи адміністративні проступки, або пов'язаних із ними осіб; управлінням заарештованим майном винуватців, щодо яких порушено карну справу чи справу про адміністративне правопорушення, або пов'язаних із ними осіб, відповідно до визначених положень; управлінням майном, яке є у власності Республіки Хорватія або щодо якого вона здійснює права власності, та яке пов'язане з юридичними особами і є предметом правонаступності держав, що виникли в результаті розпаду комуністичної Югославії, відповідно до встановлених положень.
Міністерство подавало уряду Хорватії проєкти рішень про затвердження переліку комерційних підприємств та інших юридичних осіб, що мають стратегічний або особливий інтерес для Республіки Хорватія.
Міністерство заснувало і вело Реєстр державного майна, брало участь у розробленні землевпорядних документів шляхом подання заяв і надання висновків, якщо землевпорядні роботи охоплюють землі, які перебувають у власності Республіки Хорватія, також долучалося до роботи установ ЄС і співпрацювало з іншими міжнародними організаціями відповідно до своєї компетенції.

## Структура
1. Кабінет міністра
2. Головний секретаріат
3. Сектор з питань стратегії, плану управління і розпорядження, Реєстру, критеріїв координації, аналізу та контролю управління і розпорядження державним майном
4. Сектор корпоративного управління компаніями, що мають стратегічний та особливий інтерес для Республіки Хорватія
5. Сектор управління і розпорядження нерухомістю

## Міністри
| Міністр       | Партійність | Час вступу на посаду | Час звільнення з посади |
| ------------- | ----------- | -------------------- | ----------------------- |
| Горан Марич   | ХДС         | 13 листопада 2016    | 19 липня 2019           |
| Маріо Баножич | ХДС         | 19 липня 2019        | 22 липня 2020           |